# Long John Silver
Long John Silver (с англ. — ««Долговязый» Джон Сильвер») — седьмой студийный альбом американской психоделической рок-группы Jefferson Airplane, выпущенный в 1972 году на собственном лейбле Grunt Records.

## Об альбоме
После участия в своих соло-проектах участники группы собрались вместе в марте 1972 впервые после выпуска предыдущего альбома Bark. Сессия записи продолжалась три месяца, но напряжённость между участниками была настолько высокой, что несколько песен было записано участниками отдельно друг от друга. Джои Ковингтон оставил группу во время сессии и Джон Барбата в компании с Сэмми Пьяцца встали на барабаны на время сессии.

## Список композиций
| №  | Название                 | Текст песни    | Музыка                       | Длительность |
| -- | ------------------------ | -------------- | ---------------------------- | ------------ |
| 1. | «Long John Silver»       | Грейс Слик     | Джек Кэссиди                 | 4:22         |
| 2. | «Aerie (Gang Of Eagles)» | Грейс Слик     | Грейс Слик                   | 3:55         |
| 3. | «Twilight Double Leader» | Пол Кантнер    | Пол Кантнер                  | 4:46         |
| 4. | «Milk Train»             | Грейс Слик     | Папа Джон Крич, Roger Spotts | 3:22         |
| 5. | «Son Of Jesus»           | Пол Кантнер    | Пол Кантнер                  | 5:30         |
| 6. | «Easter?»                | Грейс Слик     | Грейс Слик                   | 4:05         |
| 7. | «Trial By Fire»          | Йорма Кауконен | Йорма Кауконен               | 4:38         |
| 8. | «Alexander The Medium»   | Пол Кантнер    | Пол Кантнер                  | 6:50         |
| 9. | «Eat Starch Mom»         | Грейс Слик     | Йорма Кауконен               | 4:38         |

## Участники записи
- Грейс Слик — Ведущий вокал, фортепиано
- Пол Кантнер — Ритм-гитара, бэк-вокал
- Йорма Кауконен — Соло-гитара, бэк-вокал
- Папа Джон Крич  — скрипка
- Джек Кэссиди — бас-гитара
- Джон Барбата — барабаны, бубен
- Джои Ковингтон — барабаны (3, 5)
- Сэмми Пьяцца — барабаны (7)